# Planodema senegalensis
Planodema senegalensis är en skalbaggsart som beskrevs av Stefan von Breuning och Jean François Villiers 1972. Planodema senegalensis ingår i släktet Planodema och familjen långhorningar.
Artens utbredningsområde är Senegal. Inga underarter finns listade i Catalogue of Life.